# KITT
KITT è un'automobile immaginaria comparsa nelle serie televisive Supercar e Knight Rider; in entrambi i casi è un'automobile nera dotata di tecnologia futuristica. Il nome è un acronimo che, nel primo caso significa Knight Industries Two Thousand e nel secondo Knight Industries Three Thousand; il modello di auto è una Pontiac Firebird Trans Am nella prima serie e una Shelby Mustang GT500 KR nella seconda.

## Versione della prima serie
Il modello di serie da cui deriva KITT nella serie originale è una Pontiac Firebird Trans Am del 1982. Il progetto venne affidato all'ingegnere Michael Scheffe con l'aiuto di altre quattro persone. Lo scanner rosso fu un'idea di Larson presa da Battlestar Galactica, e venne realizzato dapprima da un artigiano, che fece uno stampo del muso originale aggiungendo lo scanner, e poi successivamente rivisto da Scheffe che gli diede la forma nota, tirando le linee della Trans Am sino a congiungersi in unico punto. In seguito per le stagioni 3 e 4 del telefilm, KITT venne rivisto e modificato da George Barris, con il restyling del cruscotto nella 3ª stagione e nella 4ª l'allungamento del muso e la modifica in versione SPM (Super Pursuit Mode).
KITT nel telefilm è dotato di un computer con un'elevatissima intelligenza artificiale, che lo rende pensante a tutti gli effetti, e con persino la possibilità di provare sentimenti e stati d'animo diversi. È anche in grado di parlare grazie ad un sintetizzatore vocale, ma, come dice il suo gemello malvagio KARR, «parlare è la meno straordinaria delle sue funzioni». Infatti, quest'auto è anche in grado di effettuare salti di decine di metri che gli permettono, ad esempio, di scavalcare muri molto alti o di saltare altri veicoli mediante la semplice pressione di un tasto, il TURBO BOOST; può anche viaggiare su due ruote alla pressione di un altro tasto, lo SKI-MODE; è in grado di calcolare qualunque percorso tra due località valutando la strada migliore, tenendo anche conto delle condizioni del traffico; grazie a una struttura molecolare rivoluzionaria inventata dalla Fondazione Knight ha una carrozzeria di straordinaria resistenza e riesce a sopportare molti attacchi che normalmente distruggerebbero un veicolo (solo l'artiglieria pesante o mezzi di egual potenza o superiori sono in grado di danneggiarlo); può far uso di tutti i database americani per scoprire in breve tempo informazioni su chiunque; può collegarsi a tutte le telecamere di videosorveglianza presenti nelle sue vicinanze per osservare cosa accade; può emettere delle microonde che fanno inceppare i motori degli autoveicoli.
KITT dispone inoltre di un dispositivo che può analizzare la composizione chimica di qualsiasi sostanza od oggetto; è in grado di capire in brevissimo tempo se un oggetto nelle sue vicinanze sta per esplodere; è anfibio, essendo in grado di viaggiare sull'acqua senza affondare; è naturalmente in grado di guidarsi da solo senza bisogno di un guidatore; è dotato infine di uno scanner (rappresentato dalla sua caratteristica striscia di led rossi) che consente ai suoi sensori di osservare e analizzare l'ambiente circostante.
La terza stagione si introduce con la distruzione di KITT che viene ricostruito con un look interno migliore e molte nuove funzioni come la 3-D Interactive Graphics Plotter, IGP che permette di ricostruire una faccia dopo che essa è stata modificata chirurgicamente.
A partire dalla quarta stagione è inoltre dotato di Super-Velocità (in inglese Super Pursuit Mode), determinando delle modifiche nella carrozzeria che migliorano l'aerodinamica e la stabilità della vettura consentendo di raggiungere le 300 mph (oltre 480 km/h); di un sistema di frenata molto più potente per frenare dopo la Super-Velocità (chiamato Emergency Braking System, EBS) e infine di un tasto contraddistinto dalla lettera "C" che consente alla straordinaria auto di passare dalla forma coupé a quella cabriolet e viceversa in pochi secondi.
Tutte le auto KITT usate nelle serie sono state demolite. Questo per un accordo che la Universal aveva preso con la Pontiac. Contestualmente alla distruzione delle auto originali, repliche ufficiali commissionate dalla Universal sono state fatte da George Barris e/o Jay Ohrberg. Due sono state vendute a David Hasselhoff. Una di queste è ora in mostra nel museo Keswick Cars of the Stars in Inghilterra. Esistono molte repliche in giro, alcune ufficiali, altre personali, ma delle auto originali non ne è rimasta nessuna.

### Motore e guida
KITT è alimentato da un motore turbo delle Knight Industries e ha una trasmissione a 8 velocità controllata da computer. La vettura utilizza principalmente la propulsione a idrogeno; nondimeno, il suo complesso processore di carburante gli consente di funzionare con qualsiasi liquido combustibile, compresa la normale benzina. In un episodio, KITT afferma che il suo consumo di carburante è di almeno 65 miglia con un gallone. Quando opera con combustibili diversi dall'idrogeno liquido, la potenza di KITT è ridotta.
Utilizzato nella maggior parte degli episodi, il turbo boost è composto da un paio di propulsori a razzo montati appena dietro le gomme anteriori. Questi razzi consentono di sollevare l'auto, permettendo a KITT di saltare in aria e superare gli ostacoli. Inoltre, occasionalmente, il turbo boost è stato utilizzato per consentire a KITT di accelerare a velocità superiori a 200 mph (322 km/h). I booster possono sparare in avanti o all'indietro, sebbene all'indietro fosse usato raramente.
Dalla terza stagione, un sistema passivo laser aiuta a proteggere Michael e tutti i passeggeri dallo shock da impatti improvvisi e arresti bruschi. Si ipotizza che questa sia una forma primitiva di un dispositivo di smorzamento inerziale; è stato usato per la prima volta nell'episodio I misteri di China Town.
KITT ha quattro modalità di guida principali:
- Normal cruise. Michael ha il controllo dell'auto. In caso di emergenza, KITT può ancora subentrare e attivare la modalità Auto cruise.
- Auto cruise. KITT è dotato di un "circuito Alpha" che consente alla CPU di guidare l'auto utilizzando un sistema avanzato di prevenzione automatica delle collisioni.
- Pursuit. La vettura è al massimo delle prestazioni. Viene utilizzato durante la guida ad alta velocità ed è una combinazione di funzionamento manuale e automatico. KITT può rispondere alle condizioni estreme di guida più velocemente di quanto possa fare un essere umano; tuttavia, Michael ha tecnicamente il controllo del veicolo, con KITT che assiste in alcune manovre. Nella quarta stagione viene implementata un'ulteriore modalità, la Super-Velocità (in inglese Super Pursuit Mode), grazie a cui KITT può raggiungere prestazioni ancora più elevate.
- Silent mode. Funzione che attenua il rumore del motore a scapito della potenza. Usato per la prima volta nell'episodio della seconda stagione I guerrieri del sabato sera.

Altre modalità del veicolo includono: uno ski drive, che permette a KITT di "sciare" (guidando su due ruote) sul lato sinistro o destro (usato per la prima volta nell'episodio pilota della serie); un sintetizzatore acquatico che consente a KITT di fare l'idroplano, "guidando" sull'acqua, utilizzando le sue ruote e il sistema turbo per la propulsione (utilizzato per la prima volta nell'episodio Ritorno a Cadiz), ma che è stato rimosso alla fine dell'episodio perché difettoso; e un sistema High Traction Drop Downs (HTDD) che solleva idraulicamente il telaio della vettura per una migliore trazione durante la guida fuoristrada (utilizzato per la prima volta nell'episodio Motocross a quattro ruote).

## Versione della serie del 2008
Nella nuova serie del 2008, Knight Rider, KITT ha come base una Shelby Mustang GT500 KR. La Shelby si differenzia dall'originale Two Thousand in diversi modi. Ad esempio, il KITT 2008 utilizza la nano-tecnologia, che consente alla carrozzeria della vettura di cambiare colore e trasformarsi temporaneamente in auto simili. La piattaforma nanotecnologica richiede un'attiva intelligenza artificiale per produrre uno di questi effetti, a differenza dei gadget della vettura originale e della Copertura Molecolare che permetteva di sopportare impatti estremi. Questi aspetti negativi della nanotecnologia sono dimostrati quando i nemici riescono a causare danni significativi, come perforare i finestrini, quando l'AI è disattivato. Può anche trasformarsi in due tipologie diverse del camion Ford F-150 4x4 (un modello base e l'altro con alcune modifiche), un furgone Ford E-150, una Ford Crown Victoria Police Interceptor, una Mustang Warriors edizione speciale in rosa (a sostegno del mese per il cancro al seno) e una Ford Flex per mascherare o utilizzare le capacità delle mode alternative (come il fuoristrada di gestione). La vettura può innescare un "Attack Mode", con delle porte ibride a forbice convenzionali, che gli permette di aumentare la velocità e utilizzare la maggior parte dei suoi gadget (tra cui Turbo Boost). Nell'episodio pilota aveva uno stile di Attack Mode diverso che è stato utilizzato ogni volta che la macchina necessitava di un aumento di velocità. Uno svantaggio è la dotazione di due soli posti. KITT/2008 ha inoltre una configurazione in grado di farlo funzionare in un ambiente sommerso, mantenendo la vita e l'integrità del sistema sott'acqua.
Nella serie originale si afferma che l'originale KITT (Knight Industries Two Thousand) fu progettato da Wilton Knight; dal film TV del 2008 sappiamo che Charles Graiman può aver co-progettato l'auto e l'AI per Wilton Knight, che Graiman fu successivamente trasferito per proteggere lui e la sua famiglia, e più tardi avrebbe progettato il Knight Industries Three Thousand. Le armi di KITT includono un rampino situato nel paraurti anteriore, utilizzabile in modalità normale e attacco, un lanciamissili utilizzabile solo in modalità di attacco, che sono stati utilizzati la prima volta nell'episodio Cavaliere cacciatore. Nell'episodio di Halloween Cavaliere dei morti viventi, KITT dimostra la capacità di modificare esteticamente il suo aspetto, diventando una Mustang decappottabile nera con finiture in rosa come un costume di Halloween. Questa configurazione ha la barra dello scanner trasferita dietro la griglia. In questo episodio, il dottor Graiman rivela che esiste una rete neurale di backup quando si suggerisce il download dei file di KITT e l'uploading del backup, al quale KITT risponde «Il backup non sono io». Nell'episodio pilota, KITT è mostrato capace di alterare in modo simile il suo aspetto esteriore, cambiare il suo colore e la targa. In Cavaliere dello Zodiaco, KITT usa un distributore situato sul suo sottocarro per diffondere del ghiaccio nero e un generatore di impronte digitali nel vano portaoggetti per sovrapporre le impronte digitali di un ladro catturato a quelle di Mike. Anche se si può notare che il nome del modello di auto (GT-500 KR) porta le iniziali della serie, questo è solo una coincidenza, perché in realtà le iniziali stanno per "King of the Road". La Ford Shelby GT500 KR 2008-2009 è un tributo al 40º anniversario della GT500, prodotta nel 1968.

## Influenza culturale
- La macchina è parodiata nell'episodio della quinta stagione di Supernatural, Prigionieri della TV, in cui i due protagonisti vengono intrappolati dal trickster in una realtà fatta da serie televisive: Sam Winchester si trasforma letteralmente in KITT, e comunica col fratello, che è invece seduto al volante, come faceva nel telefilm la macchina con David Hasselhoff.
- KITT è stato, inoltre, soggetto principale del video dei Bloom 06 Un'altra Come Te.

## Galleria d'immagini
| - Interni della replica di KITT di un collezionista - Interni della replica di KITT di un collezionista - Replica di KITT di un collezionista - Replica di KITT di un collezionista |